# Gihade Lagmiry
Gihade Lagmiry est une boxeuse française née le 19 octobre 1986.

## Carrière sportive
En 2008, elle remporte la médaille d'argent aux championnats d'Europe de boxe anglaise amateur en Angleterre (Liverpool).
En 2009, elle remporte la médaille de bronze aux championnats d'Europe amateur à Mykolaïv en moins de 69 kg (poids welters).
Concernant les championnats de France amateur : elle est championne de France boxe anglaise en 2008, puis boxe anglaise en 2009, 2010, 2011, 2012, 2017 et vice championne de France boxe anglaise en 2013.
En 2010, elle est quart finaliste des championnats du monde de boxe anglaise (Barbades).
En parallèle, elle exerce la profession de Médecin urgentiste.